# Marcheno

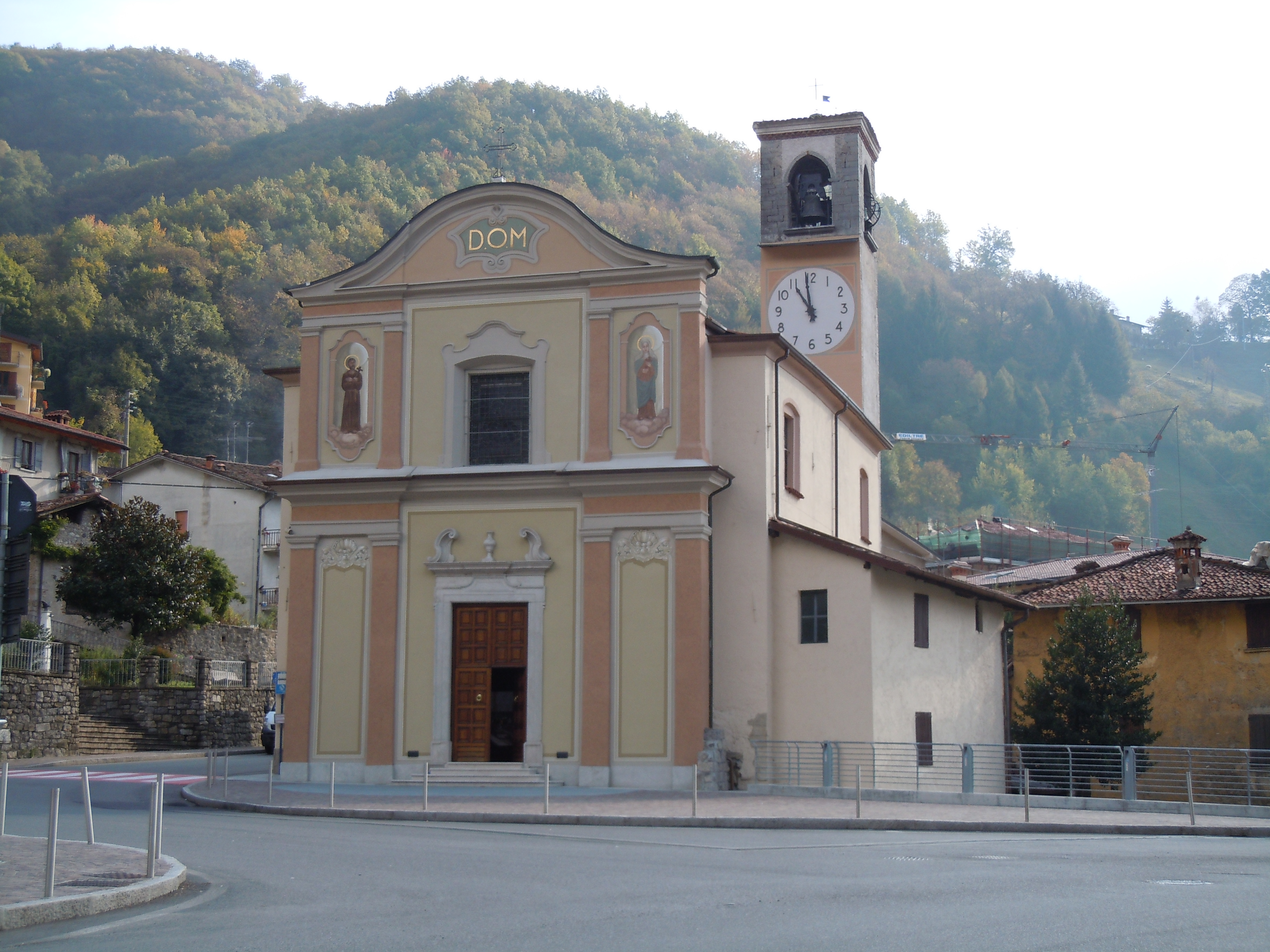
Parochialkirche in Marcheno

Marcheno ist eine norditalienische Gemeinde (comune) mit 4163 Einwohnern (Stand 31. Dezember 2023) in der Provinz Brescia in der Lombardei. Die Gemeinde liegt etwa 19 Kilometer nördlich von Brescia im Val Trompia an der Mella.